# Cadiz (Wisconsin)
Cadiz è un centro abitato (town) degli Stati Uniti d'America situato nella contea di Green nello Stato del Wisconsin. La popolazione era di 863 persone al censimento del 2000. La comunità incorporata di Martintown si trova nella città.

## Geografia fisica
Secondo lo United States Census Bureau, ha un'area totale di 36,6 miglia quadrate (94,7 km²).

## Società

### Evoluzione demografica
Secondo il censimento del 2000, c'erano 863 persone.

### Etnie e minoranze straniere
Secondo il censimento del 2000, la composizione etnica della città era formata dal 98,61% di bianchi, lo 0,35% di afroamericani, lo 0,35% di altre razze, e lo 0,70% di due o più etnie. Ispanici o latinos di qualunque razza erano lo 0,81% della popolazione.